# ادو گارسیا
ادو گارسیا (انگلیسی: Edu García؛ زادهٔ ۲۴ آوریل ۱۹۹۰) بازیکن فوتبال اهل اسپانیا است.
از باشگاه‌هایی که در آن بازی کرده‌است می‌توان به باشگاه فوتبال رئال ساراگوسا اشاره کرد.